# Кринички (Роменський район)
Крини́чки — колишнє село в Україні, Сумській області, Роменському районі.
Було підпорядковане Андріяшівській сільській раді. Станом на 1984 рік у селі проживало 60 людей.

## Історія
Кринички знаходилися за 1 км від села Новицьке та 1,5 км — від Луценкового. Поруч проходить Т 1907, за 5 км знаходиться залізнична станція Андріяшівка.
Зняте з обліку рішенням Сумської обласної ради 18 січня 1988 року.